# Orde van de Niger
De federale republiek Nigeria heeft na de onafhankelijkheid in 1964 twee ridderorden ingesteld. Een daarvan is de Orde van de Niger (Engels: "Order of the Niger"). De twee hoogste onderscheidingen, grootcommandeur in de Orde van de Federatie en de Orde van de Niger worden respectievelijk aan de pas aangetreden president en vicepresident verleend. De laatste onderscheiding wordt ook aan de voorzitter van het Hooggerechtshof en de voorzitter van de Senaat toegekend. Rechters in het Hooggerechtshof worden Commandeurs in de Orde van de Niger.
De Orde van de Niger heeft vier graden.
Men heeft, naar Britse gewoonte, recht om met letters achter de naam van de drager het bezit van de decoratie aan te geven.
- Grootcommandeur in de Orde van de Niger (Grand Commander of the Order of the Niger) (GCON)
- Commandeur in de Orde van de Niger (Commander of the Order of the Niger) (CON)
- Officier in de Orde van de Niger (Officer of the Order of the Niger) (OON)
- Lid in de Orde van de Niger (Member of the Order of the Niger) (MON)

Er zijn ook twee medailles in militaire en civiele uitvoering aan de Orde van de Niger verbonden.
Het lint van de Civiele Divisie is rood met een wit-groen-witte middenstreep. Het lint van de medailles heeft ook een smalle witte bies.
Het lint van de Militaire Divisie is rood met een wit-groen-witte middenstreep. Op de groene middenstreep is een smalle rode bies aangebracht. Het lint van de medailles heeft ook een smalle witte bies.